# Definitivt 50 spänn
Definitivt 50 spänn är en serie samlingsskivor med diverse, främst svenska, punkband. Den första skivan gavs ut 1992 av RABB Records. Skivorna kostade alltid 50 kronor i butik och gavs ut utifrån ett samarbete mellan olika skivbolag, särskilt Birdnest Records och Beat Butchers. Samlingsskiva nummer elva, Definitivt 100 spänn vol 1(1), kostade dock 100 kronor. Detta samlingsalbum följde det tidigare konceptet, men inkluderar också en "demoskiva" med mindre kända punkband.
Som en sidoprodukt till samlingsskivorna gavs även två stycken Definitivt-DVD och Definitivt-VHS ut. Dessa kostade dock inte 50 kronor.
"Definitivt" anspelar på Absolute Musics "absolut" och från början hette den första skivan "Absolut 50 spänn", men på grund av juridiska påtryckningar blev man tvungna att snabbt byta namn.

## CD
| Titel                                                         | Antal spår | Längd | Typ  | Utgivningsdatum |
| ------------------------------------------------------------- | ---------- | ----- | ---- | --------------- |
| Definitivt 50 spänn                                           | 10         | 35:38 | CD   | 1992            |
| Definitivt 50 spänn igen                                      | 13         | 40:52 | CD   | 1993            |
| Definitivt 50 spänn Tre                                       | 16         | 41:10 | CD   | 1994            |
| Definitivt 50 spänn IV                                        | 20         | 60:20 | CD   | 1995            |
| Definitivt 50 spänn #5                                        | 20         |       | CD   | 1996            |
| Definitivt 50 spänn 6                                         | 20         | 52:00 | CD   | 1997            |
| Definitivt 50 spänn 7                                         | 16         |       | CD   | 1998            |
| Definitivt 50 spänn 8                                         | 17         |       | CD   | 1998            |
| The Greatest Hits Of The Very Best Of The Ultimate DEFINITIVT | 47         |       | 2 CD | 1998            |
| Definitivt 50 spänn 9                                         | 17         |       | CD   | 2000            |
| Definitivt 50 spänn 10                                        | 17         | 53:20 | CD   | 2001            |
| Definitivt 100 spänn vol 1(1)                                 | 37         |       | 2 CD | 2002            |
| Definitivt 50 spänn XII                                       | 17         | 59:44 | CD   | 2004            |

## VHS
| Titel              | Antal spår | Längd | Typ | Utgivningsdatum |
| ------------------ | ---------- | ----- | --- | --------------- |
| Definitivt video 1 |            |       | VHS |                 |
| Definitivt video 2 |            |       | VHS |                 |

## DVD
| Titel                          | Antal spår | Längd | Typ | Utgivningsdatum |
| ------------------------------ | ---------- | ----- | --- | --------------- |
| Definitivt Birdnest DVD vol. 1 |            |       | DVD | 2004            |
| Definitivt Birdnest DVD vol. 2 |            |       | DVD | 2005            |